# 索馬山
索馬山（義大利語：Monte Somma）是位於義大利坎帕尼亞大區拿坡里省的一座山峰。索馬山是火山組合維蘇威-索馬的組成部分之一，高1,132（3,714英尺）。現有證據顯示索馬山的火山活動在40萬年前就已經開始，但最大規模的噴發發生在約25000年前。這次噴發之後索馬山頂部坍塌，形成了新的火山口。後來的噴發則形成了維蘇威火山。1995年，索馬山被劃入維蘇威國家公園。